# 結果構文
結果構文（けっかこうぶん、英語：Resultative construction）とは、原因となるある出来事と、その結果として起きた事態を、まとめて表現した文（特に単文）のこと。例えば「ペンキを塗って、赤くした」をまとめて「ペンキで赤く塗った」という類。一種の使役表現とも考えられる。形式や文法的に可能な範囲は言語により大きく異なる。

## 目的語に起きた状態を表現するもの（狭義の結果構文）
英語ではいわゆる第V文型により、他動詞の目的語に結果として生じた状態を形容詞句からなる目的格補語で表す。
- He painted the wall red(green).
- 彼は壁を赤く（緑に）塗った。

このような場合、日本語でも目的格補語を形容詞・形容動詞の連用形、または名詞＋にの形で表せる。受動態にすることもできる。
また自動詞（第II文型）でも、非対格動詞の主語に生じた状態を表現できる。これは機能的には他動詞の受動態と同様に考えることができる。
- The door opened wide.
- 扉は広く開いた。

英語では、次の例のような描写構文（結果ではなく出来事の時点での状態を補語で表現する）と同じ形であり、どちらに当たるかは文脈による判断が必要な場合もある。
- She ate the fish raw. （彼女は魚を生で食べた。）[目的語の状態]
- He ate the fish alone. （彼は淋しく魚を食べた。）[主語の状態]

この場合、日本語では補語は形容詞・形容動詞の連用形、または名詞＋での形になる。
次の例のように、日本語では結果構文として表せない場合も多い。
- He pounded the metal flat.
- *彼は金属を平らにたたいた。（普通の言い方では「たたいて平らにした」、「平らにたたきのばした」など）

これは日本語で、「塗る」「開く」などの動詞が語彙的に上記で用いたような補語で表される状態を含意する（語彙的結果構文）のに対し、「たたく」などの動詞はそうではない（論理的結果構文）ためと解釈できる。
英語では、さらに他の自動詞（非能格動詞）でも、再帰代名詞を付加することで主語に生じた状態を表現できる。
- He shouted himself hoarse. （彼は叫んでがらがら声になった。）

結果構文の使用が限定される性質は日本語に限らず、他の言語にも多い。フランス語など、さらに文脈的にも限定される言語もある。一方でフランス語には形容詞でなく副詞で結果を表す構文もある。

## その他の構文（複文・不定詞構文）
英語では、原因（主節）と結果（従属節）を複文で表現する「(原因) so that節 (結果)」の構文を用いることができる。原因動作の主語あるいは目的語と結果の主語が異なる場合にも使える。
さらに原因動作と結果の主語が同じ場合には、文の後ろにto不定詞（または「so as to不定詞」）を、結果を表す補語として加える構文がある。結果の主語が異なる場合には、to不定詞の前にそれを「for～」として加えることもできる。これは第IIまたは第V文型に当たるが、上記のthat節をto不定詞で代用したと考えることもできる。
これらは、that節あるいはto不定詞により目的を表現する目的構文と同じ形であり、どちらであるかは文脈にもよる。ただし目的を表す場合には、「so that節」または「 [so as]to不定詞」が文の前に出てもよい点が異なる。また、soの後に形容詞句または副詞句を入れると、原因の程度を強調する構文（程度構文）となる。
日本語でこれらに相当する構文としては「(結果)ほど(原因)した」という形があるが、これは原因の程度や頻度を強調する程度構文であり、全ての動作に適用できるわけではない。また現実の結果ではなく比喩の場合もある。例えば「死ぬほど飢えた」は実際には死に至らなかった（死にそうな程度まで飢えた）ことを表現する場合が多い。従って上記の英語の結果表現を日本語に翻訳する際には「(原因)ので(結果)となった」の形にするのが普通である。